# Allomengea niyangensis
Allomengea niyangensis is een spinnensoort uit de familie hangmatspinnen (Linyphiidae). De soort komt voor in China. 